# PPS (pistoolmitrailleur)
De Avtomat (pistolet-poelemjot) obr. 1943 g. (Russisch:Автомат (пистолет-пулемёт) обр. 1943 г.), ookwel PPS (Russisch: ППС - Пистолет-пулемёт Судаева) is een machinepistool ontworpen door Aleksej Soedajev en gebruikt door de Sovjet-Unie tijdens de Tweede Wereldoorlog.
De PPS werd ontworpen toen het Rode Leger een compact en licht wapen nodig had dat dezelfde vuurkracht en nauwkeurigheid had als de PPSj-41, maar goedkoper was. Tijdens het ontwerpen werd geprobeerd om het productieproces zo simpel mogelijk te houden en het werk van de machines per wapen te verlagen, om zo de productie te verhogen. Er werd geperst staal voor de meeste onderdelen gebruikt. Dit bespaarde niet alleen geld, maar omdat de machines minder werk hoefden te doen kostte de productie van dit machinepistool de helft van de tijd die voor de PPSj-41 nodig was. Ook werd zo'n 50% minder staal in de PPS gebruikt, en omdat het zo weinig onderdelen had, waren er ook minder arbeiders nodig om het wapen in elkaar te zetten.
In de lente van 1942 waren enkele prototypes van de PPS klaar en werden ze goedgekeurd, waarna het in gebruik werd genomen later in dat jaar als de PPS-42. Er werden kleine aantallen geproduceerd tijdens de Belegering van Leningrad; massaproductie kwam begin 1943 op gang in het arsenaal van Sestroretsk. Meer dan 45.000 wapens waren geproduceerd toen de PPS-42 werd vervangen door de geavanceerdere PPS-43.

## Ballistiek
| Afstand in meters | Hoek van het vizier in duizenden graden | Vluchttijd van de kogel in seconden |
| ----------------- | --------------------------------------- | ----------------------------------- |
| 50                | 3,6                                     | 0,09                                |
| 100               | 5,0                                     | 0,23                                |
| 150               | 6,6                                     | 0,38                                |
| 200               | 8,6                                     | 0,54                                |
| 250               | 10,8                                    | 0,71                                |
| 300               | 13,1                                    | 0,89                                |

| Afstand Doelwit | 50              | 100 | 150 | 200 | 250 | 300  |
| Afstand Vizier  | 50              | 100 | 150 | 200 | 250 | 300  |
| --------------- | --------------- | --- | --- | --- | --- | ---- |
| Afstand Vizier  | Verhoging in cm |     |     |     |     |      |
| 100             | 7               | 0   | -24 | -70 |     |      |
| 200             | 24              | 36  | 29  | 0   | -54 | -130 |